# アンカラ
アンカラ（Ankara、[ˈaŋ.ka.ɾa] ( 音声ファイル)）は、トルコ共和国の首都。中央アナトリア地方に位置する大都市自治体であり、2012年の行政区画改編によりアンカラ県とは同一の範囲となっている。
人口約500万人を抱え、イスタンブールに次ぐ同国第2の都市。中東・西アジア有数の世界都市である。

## 概要
都市の主要部分はウルス (Ulus) と呼ばれるオスマン帝国時代以前からの歴史的旧市街と、1920年代以降にトルコ共和国政府によってその南にイェニシェヒル (Yenişehir) という名で計画的に建設された新市街、およびその郊外地区からなり、政府の施設はイェニシェヒルに集中している。
市街は政府の計画に沿って建設が進められたが、郊外地区は第二次世界大戦後の経済発展の都市集中に伴ってアンカラに流入してきた人々が建てたゲジェコンドゥと呼ばれる不法占拠住宅によって無秩序かつ急速に拡大した部分も大きい。
1980年代以降は地下鉄など交通網の整備が進められた郊外に大規模な団地、ニュータウンが建設され、都市の膨張は進展しつづけている。

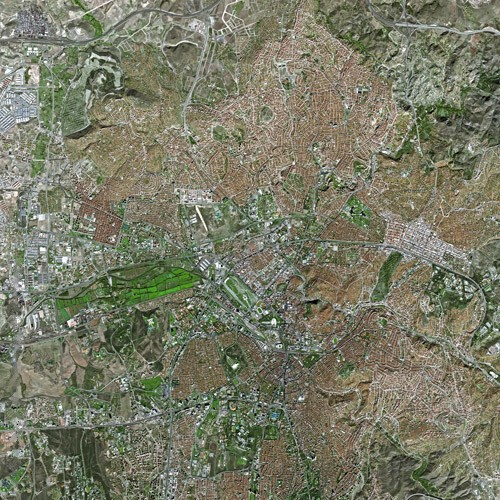
アンカラの衛星写真

## 歴史
古代ヒッタイト時代から人類が居住していた跡が残っているが、プリュギア時代に規模が拡大したアンキューラ (Ancyra) と呼ばれた都市が、現在のアンカラ旧市街の始まりである。

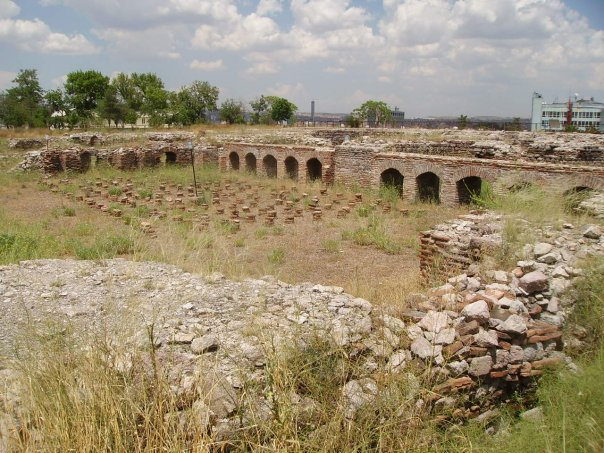
アンカラに残る古代ローマの公衆浴場

アンキューラは紀元前189年、ローマ帝国に占領されてアンゴラ (Angora) の名で知られるようになる。ローマ人は、アンゴラをローマ都市として整備するため、大劇場、大浴場、アウグストゥスを祀る神殿、ユリアヌスの来訪を記念する円柱などを建てた。それらは、アンカラとなった現在も遺跡として残っている。東ローマ帝国のもとでキリスト教が広まり、現在も残る城塞が築かれた｡またテマ（軍管区）・オプティマトンの首府となるなど、アナトリア中部における帝国の地方行政・軍事の拠点都市となった｡
このため度々イスラーム勢力の侵攻を受け、806年にはアッバース朝のカリフ、ハールーン・アッ＝ラシードが自ら軍を率いてアンゴラを包囲するということも起こっている。アンゴラは、1073年にムスリム（イスラム教徒）のセルジューク朝によって占領され、トルコ人によってアンカラと呼ばれるようになった。
1101年には1101年の十字軍としてやってきたトゥールーズ伯レーモン4世がアンカラを占領している。セルジューク朝がレーモン4世の軍を撃退した後、アンカラはセルジューク系のアミールであるダーニシュマンド家の政権やルーム・セルジューク朝、さらにはモンゴル政権であるイルハン朝の支配を受けた。
アンカラは1356年にオスマン朝のオルハンによって占領され（ムラト1世の時代という説もある）、以降はオスマン帝国領となるが、1402年にはこの町の近郊でオスマン朝のバヤズィト1世が中央アジアから来攻したティムールに敗れ、オスマン朝は10年間に及ぶ分裂期（空位時代）を迎えた（アンカラの戦い）。
オスマン帝国時代のアンカラはアナドル州に属するアンカラ県の県都であったが、17世紀初頭にアナトリアで発生した大規模反乱であるジェラーリーの反乱の際には反乱側に落ち、その中心地となった。また、オスマン帝国時代には特産であるアンゴラヤギの毛を用いたモヘヤ生産の発展もみられたが、19世紀に入るとイギリスがアンゴラヤギの飼育に成功したこともあり、市場での独占性が薄れ毛織物工業は衰退に向かった。
1864年には行政区画の改変によりアンカラ州の州都となり、1892年にはアナトリア鉄道（CFOA、トランス・アナトリア鉄道）が開通してイスタンブールやエスキシェヒルと結ばれたが、全体としてはアンカラは地方の小都市であり、20世紀初頭の1919年においても人口は2万5000人ほどであった。

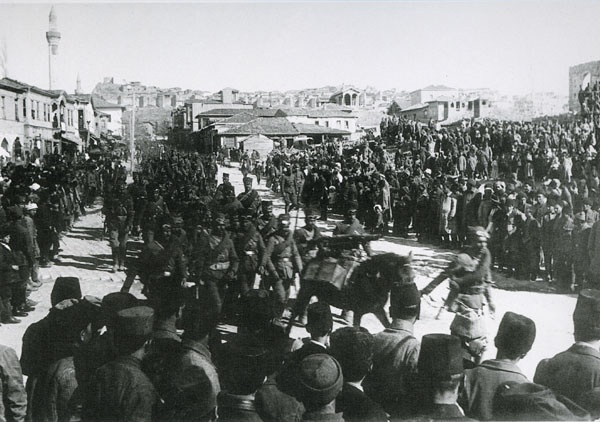
アンカラを行進するトルコ軍（1922年）

第一次世界大戦終結後、戦勝国によりオスマン帝国の分割が進められ、さらにギリシャによってアナトリア西南部が占領されると、アンカラにも英仏軍が進駐してきたが、1920年にこれに反対して決起したトルコ人たちの抵抗政権がアンカラに樹立され、ムスタファ・ケマルがその指導者となってギリシャ軍をアナトリアから撤退させることに成功した。
さらにアンカラ政府は1922年、イスタンブールにあったオスマン帝国のスルタンを廃してトルコ国家の単独政府を宣言し、1923年に共和制を宣言してアンカラを首都とするトルコ共和国が樹立された。
1923年にアンカラを首都と定める法律が大国民議会で可決され、首都となったアンカラは官僚の移住などにより急速に人口が増大した。これにより旧市街ウルスが手狭になったため、1924年には新市街（イェニシェヒル）の建設計画が定められた。
1928年にはアンカラ市全体を対象とする都市計画（マスタープラン）の国際コンペが開かれ、ドイツ人ヘルマン・ヤンセンが主席を獲得した。
1932年から始まった都市整備はこのヤンセンの案に基づくもので、新市街の建設や大火で焼けたウルスの再開発などが行われた。さらに経済発展に伴う都市への人口集中により人口は膨張の一途を辿った結果、旧都イスタンブールに次ぐトルコ第2の都市に成長した。
1984年に都心部は大都市自治体として指定されていた。2004年に指定範囲は知事室周囲半径50kmまでに拡大した。2012年の行政区画改編により指定範囲はアンカラ県全域に拡大した。

## 気候
ケッペンの気候区分によると、アンカラの気候は地中海性気候（Csa）に属する。降雨量は少ないが、春と秋に比較的まとまった雨が降る。冬季は－10度以下まで下がることもある。
| アンカラ (1970–2011)の気候 | アンカラ (1970–2011)の気候 | アンカラ (1970–2011)の気候 | アンカラ (1970–2011)の気候 | アンカラ (1970–2011)の気候 | アンカラ (1970–2011)の気候 | アンカラ (1970–2011)の気候 | アンカラ (1970–2011)の気候 | アンカラ (1970–2011)の気候 | アンカラ (1970–2011)の気候 | アンカラ (1970–2011)の気候 | アンカラ (1970–2011)の気候 | アンカラ (1970–2011)の気候 | アンカラ (1970–2011)の気候 |
| 月                         | 1月                        | 2月                        | 3月                        | 4月                        | 5月                        | 6月                        | 7月                        | 8月                        | 9月                        | 10月                       | 11月                       | 12月                       | 年                         |
| -------------------------- | -------------------------- | -------------------------- | -------------------------- | -------------------------- | -------------------------- | -------------------------- | -------------------------- | -------------------------- | -------------------------- | -------------------------- | -------------------------- | -------------------------- | -------------------------- |
| 最高気温記録 °C （°F）     | 16.6 (61.9)                | 19.9 (67.8)                | 26.4 (79.5)                | 30.6 (87.1)                | 33.0 (91.4)                | 37.0 (98.6)                | 40.8 (105.4)               | 40.4 (104.7)               | 36.0 (96.8)                | 32.2 (90)                  | 24.4 (75.9)                | 19.8 (67.6)                | 40.8 (105.4)               |
| 平均最高気温 °C （°F）     | 4.3 (39.7)                 | 6.7 (44.1)                 | 11.9 (53.4)                | 17.1 (62.8)                | 22.2 (72)                  | 26.6 (79.9)                | 30.3 (86.5)                | 30.2 (86.4)                | 26.0 (78.8)                | 19.7 (67.5)                | 12.4 (54.3)                | 6.2 (43.2)                 | 17.8 (64)                  |
| 平均最低気温 °C （°F）     | −3.0 (26.6)                | −2.0 (28.4)                | 1.1 (34)                   | 5.7 (42.3)                 | 9.7 (49.5)                 | 13.1 (55.6)                | 16.1 (61)                  | 16.1 (61)                  | 12.0 (53.6)                | 7.4 (45.3)                 | 2.2 (36)                   | −1.0 (30.2)                | 6.5 (43.7)                 |
| 最低気温記録 °C （°F）     | −21.2 (−6.2)               | −21.5 (−6.7)               | −19.2 (−2.6)               | −6.7 (19.9)                | −1.6 (29.1)                | 5.0 (41)                   | 6.8 (44.2)                 | 7.2 (45)                   | 2.5 (36.5)                 | −3.4 (25.9)                | −8.8 (16.2)                | −17.2 (1)                  | −21.5 (−6.7)               |
| 降水量 mm （inch）         | 39.2 (1.543)               | 33.4 (1.315)               | 36.7 (1.445)               | 50.0 (1.969)               | 50.3 (1.98)                | 35.3 (1.39)                | 15.5 (0.61)                | 12.0 (0.472)               | 17.5 (0.689)               | 33.2 (1.307)               | 35.4 (1.394)               | 42.5 (1.673)               | 401 (15.787)               |
| 平均降水日数               | 11.1                       | 10.4                       | 10.6                       | 12.3                       | 12.5                       | 8.9                        | 3.9                        | 3.0                        | 3.8                        | 7.5                        | 8.8                        | 11.0                       | 103.8                      |
| 平均月間日照時間           | 74.4                       | 98.9                       | 164.3                      | 189.0                      | 260.4                      | 309.0                      | 350.3                      | 325.5                      | 276.0                      | 198.4                      | 126.0                      | 68.2                       | 2,440.4                    |
| 出典：                     |                            |                            |                            |                            |                            |                            |                            |                            |                            |                            |                            |                            |                            |

## 文化

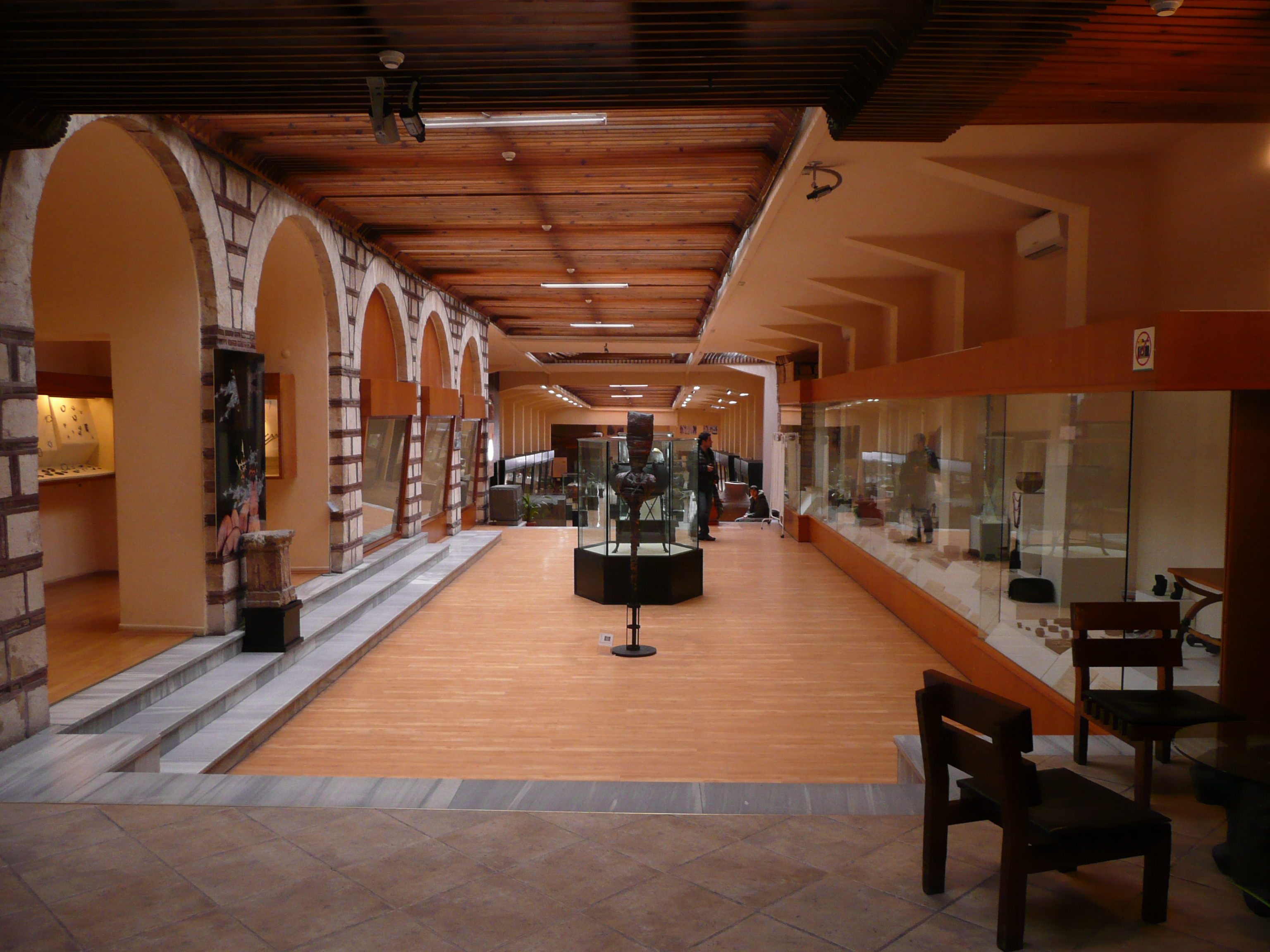
アナトリア文明博物館

- アタテュルク廟（アヌトゥカビル）
- アナトリア文明博物館（英語版）

## 教育
- アンカラ大学
- 中東工科大学
- ビルケント大学
- チャンカヤ大学

## 交通

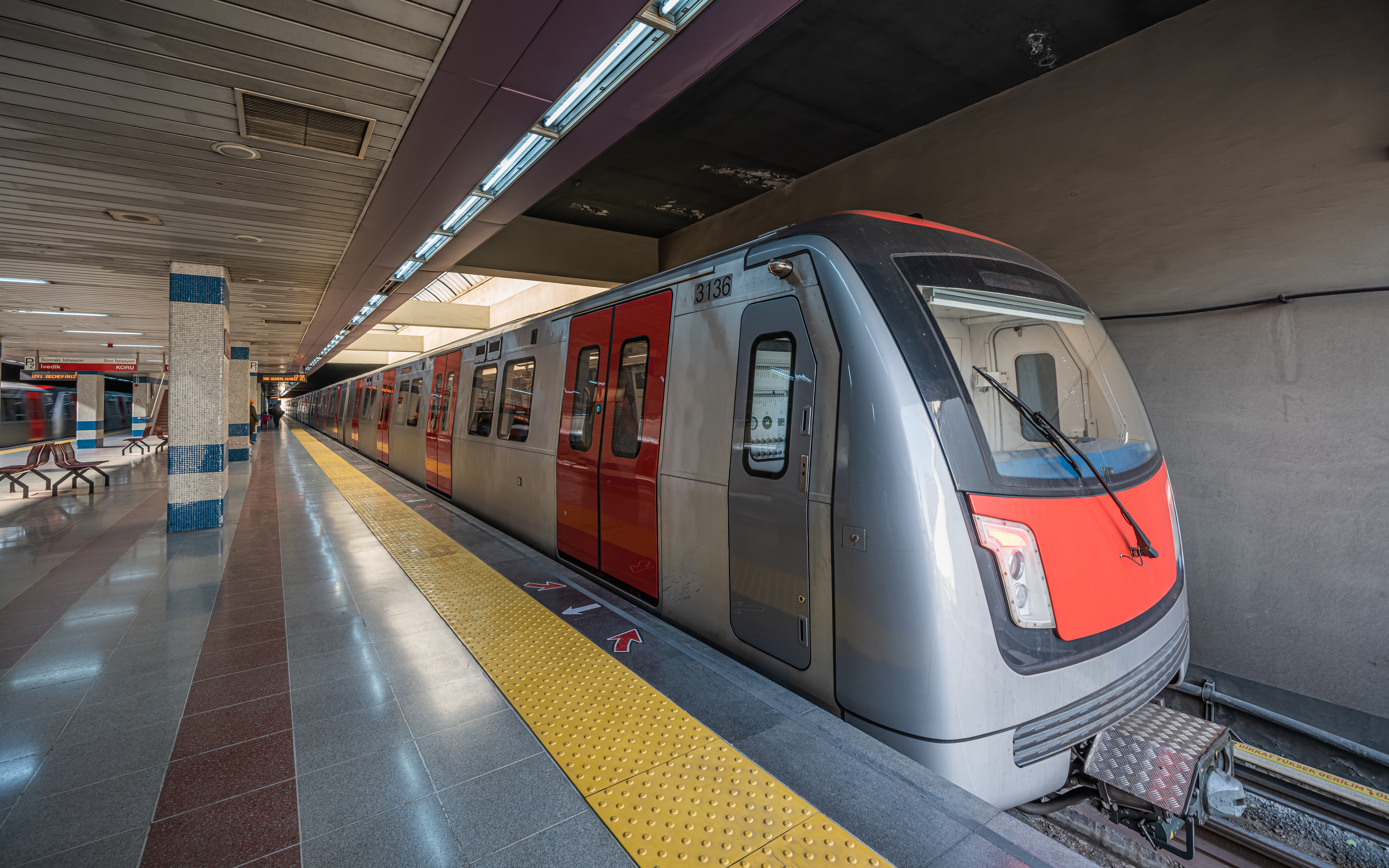
アンカラ地下鉄

- エセンボーア国際空港が市の北東28kmの位置にある。
- トルコ国鉄のアンカラ駅は、国内の重要駅で、トルコ高速鉄道によるイスタンブール－アンカラまでの第一次線が2009年に開業した。
- 近郊の都市へは、アンカラ・インターシティ・バスターミナル（Ankara Şehirlerarası Terminal İşletmesi 通称「アシュティ」A.Ş.T.İ.）から多くのバスが発着する。
- 市内交通はアンカラ地下鉄のLRTタイプのアクサライ線と地下鉄路線の2路線あり、さらに3路線が建設中となっている。

## スポーツ
トルコ・シュペルリガに所属するサッカークラブが市内に4つある。
MKEアンカラギュジュはアンカラ最古のクラブである。ゲンチレルビルリイが好敵手という構図になっている。これらはみなアンカラ5月19日スタジアムAnkara 19 Mayıs Stadyumuをホームとしている。競技場名は、1919年にムスタファ・ケマル・アタテュルクがサムスンに上陸した日付にちなんでいる。

## アンカラ出身の人物

### 映画・TV分野
- エニス・エスマー - 俳優
- ベレン・サート - 女優

### スポーツ分野
- クタイ・エルヨルダシュ - フィギュアスケート選手
- メフメト・オザル - レスリング選手
- セダ・トカトルオール - バレーボール選手
- ハサン・カブゼ  - サッカー選手
- トゥーバ・カラデミル - フィギュアスケート選手

### 音楽分野
- イディル・ビレット - ピアニスト
- ファジル・サイ - ピアニスト・作曲家

### ビジネス分野
- ラフミ・コチ - 実業家

## 姉妹都市
- アシガバート、トルクメニスタン
- アスタナ、カザフスタン
- 北京、中華人民共和国
- ビシュケク、キルギス
- ブカレスト、ルーマニア
- キシナウ、モルドバ
- ドゥシャンベ、タジキスタン
- イスラマバード、パキスタン
- ハノイ、ベトナム
- キーウ、ウクライナ
- クアラルンプール、マレーシア
- クウェートシティ、クウェート
- ニコシア、 キプロス
- マナーマ、バーレーン
- モスクワ、ロシア
- サンティアゴ・デ・チレ、チリ
- サラエヴォ、ボスニア・ヘルツェゴビナ
- ソウル、大韓民国
- プリシュティナ、コソボ
- スコピエ、マケドニア共和国
- ソフィア、ブルガリア
- トビリシ、ジョージア
- ティラナ、アルバニア
- ウファ、ロシア
- テヘラン、イラン[6]

## ギャラリー
- アンカラの中心部を望む
- アンカラ西部のギュゼルケント地区
- アンカラ都市圏の夜間の衛星写真
- アンカラ城